# Legion Condor
Legion Condor var en tysk ekspeditionsstyrke, som bestod af enheder fra alle grene af det tyske militær (luftvåben, panser, efterretningstjeneste, transportenheder, marine- og uddannelsesenheder), som blev sat ind i Den Spanske Borgerkrig på nationalisternes side. Legionen, som formelt set var et Luftwaffe-korps, er blevet berygtet for angrebet på Guernica.
Den 27. april 1937 angreb Legion Condor baskernes hellige by Guernica med granater og brandbomber. Efter få timer var byen 70 pct. ødelagt og op mod 2.000 mennesker var dræbt. Bombningen medførte stærke internationale reaktioner og fik Pablo Picasso til at male sit berømte maleri, Guernica. Bombningen var første gang, man i praksis afprøvede tæppebombning, hvor man bruger et stort antal bomber enten for at ødelægge materiel eller for at demoralisere befolkningen. 
Legion Condor bistod nationalisterne under Franco gennem hele borgerkrigen. Da krigen begyndte befandt stort set alle de tropper, som var loyale mod Franco, sig i Spansk Marokko. I første omgang bidrog Nazi-Tyskland med tre Ju 52-fly til at transportere tropperne til det spanske fastland. Da borgerkrigens stillinger begyndte at låse sig fast i oktober 1936 og republikanerne begyndte at gå frem på flere frontafsnit, besluttede den tyske regering at forstærke hjælpen til Franco. Den 16. november ankom de første tyske soldater til Sevilla. Under Winteroperation Rügen blev et Luftwaffe-korps på ca. 4.500 mand udstationeret i Spanien. Alle tyske styrker i Spanien blev indlemmet i korpset, som fik navnet Legion Condor. Personel fra Luftwaffe udgjorde det største kontingent.
6. november fik generalmajor Hugo Sperrle kommandoen over legionen, som var under Francos overkommando.
Da legionen var størst, bestod den af 5.600 mand, men på grund af store udskiftninger var et sted mellem 15.000 og 20.000 mand i legionens tjeneste i løbet af krigen.

## Struktur (pr. november 1936)
- Befalingshavende: Generalmajor Hugo Sperrle
- S/88: Generalstab

Luftbårne enheder – i alt 136 fly:
- J/88: Jagergruppe med fire eskadriller He 51-fly (48 fly)
- K/88: Bombergruppe med fire eskadriller Ju 52-fly (48 fly)
- A/88: Fire opklaringseskadriller:
  - tre langdistance opklaringseskadriller med He 70-fly (18 fly)
  - en næropklaringseskadrille med He 45-fly (6 fly)
- AS/88: Maritim opklaringsgruppe med to eskadriller:
  - en eskadrille med He 59-fly (10 fly)
  - en eskadrille med He 60-fly (6 fly)

På jorden:
- LN/88: Flykommunikationsbataljon med to kompagnier.
- F/88: Antiluftbataljoner med seks batterier:
  - fire batterier med 8,8-cm-FlaK (16 stk.)
  - to batterier med 2,0-cm-Flak (20 stk.)
- P/88: to Luftwaffe-vedligeholdelseskompagnier

## Vigtige personer i Legion Condor
- Werner Mölders
- Adolf Galland
- Johannes Trautloft
- Heinz Trettner
- Wolfram Freiherr von Richthofen
- Hajo Herrmann
- Oskar Dirlewanger
- Hugo Sperrle
- Hermann Aldinger
- Hans-Ulrich Rudel